# Żandarmeria Krajowa

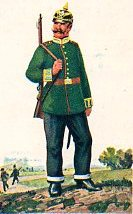
Żandarm XI. Brygady z Kassel

Królewska Pruska Żandarmeria Krajowa (niem. Königlich Preußische Landgendarmerie) – formacja wojskowej policji powołana do utrzymania porządku wewnętrznego, dyscypliny wojskowej oraz bezpieczeństwa publicznego, utworzona na wzór francuski edyktem króla pruskiego Fryderyka Wilhelma III 30 lipca 1812. Podczas wojny z Francją w 1870/71 i I wojny światowej przekształcona została w Żandarmerię Polową (niem. Feldgendarmerie). 19 listopada 1918 Żandarmeria utraciła status formacji wojskowej i została podporządkowana pruskiemu Ministerstwu Spraw Wewnętrznych.

## Zadania
Do zadań Żandarmerii należały m.in. utrzymywanie stałych posterunków policji, transport więźniów, udzielanie pomocy porządkowej władzom cywilnym, zapobieganie dezercjom, dostarczanie przesyłek urzędowych, służba patrolowa, prewencja, ściganie sprawców przestępstw, udzielanie pomocy w przypadku zagrożeń, reagowanie na naruszenia przepisów policyjnych.

## Formacje
W 1905 roku istniało 12 Brygad Żandarmerii:
- 1. Brygada – Królewiec (Königsberg)
- 2. Brygada – Szczecin (Stettin)
- 3. Brygada – Berlin
- 4. Brygada – Magdeburg
- 5. Brygada – Poznań (Posen)
- 6. Brygada – Wrocław (Breslau)
- 7. Brygada – Münster
- 8. Brygada – Koblencja (Koblenz)
- 9. Brygada – Kilonia (Kiel)
- 10. Brygada – Hanower (Hannover), od 1866 – powstała z wcześniejszego Królewskiego hanowerskiego Korpusu Dragonów Krajowych (Königlich hannoversches Landdragonerkorps)
- 11. Brygada – Kassel, od 1866 – powstała z wcześniejszego Krajowego Korpusu Żandarmerii Armii Hesji Elektorskiej (Land-Gendarmeriekorps der Kurfürstlich-Hessischen Armee)
- 12. Brygada – Gdańsk (Danzig)

## Stan kadrowy

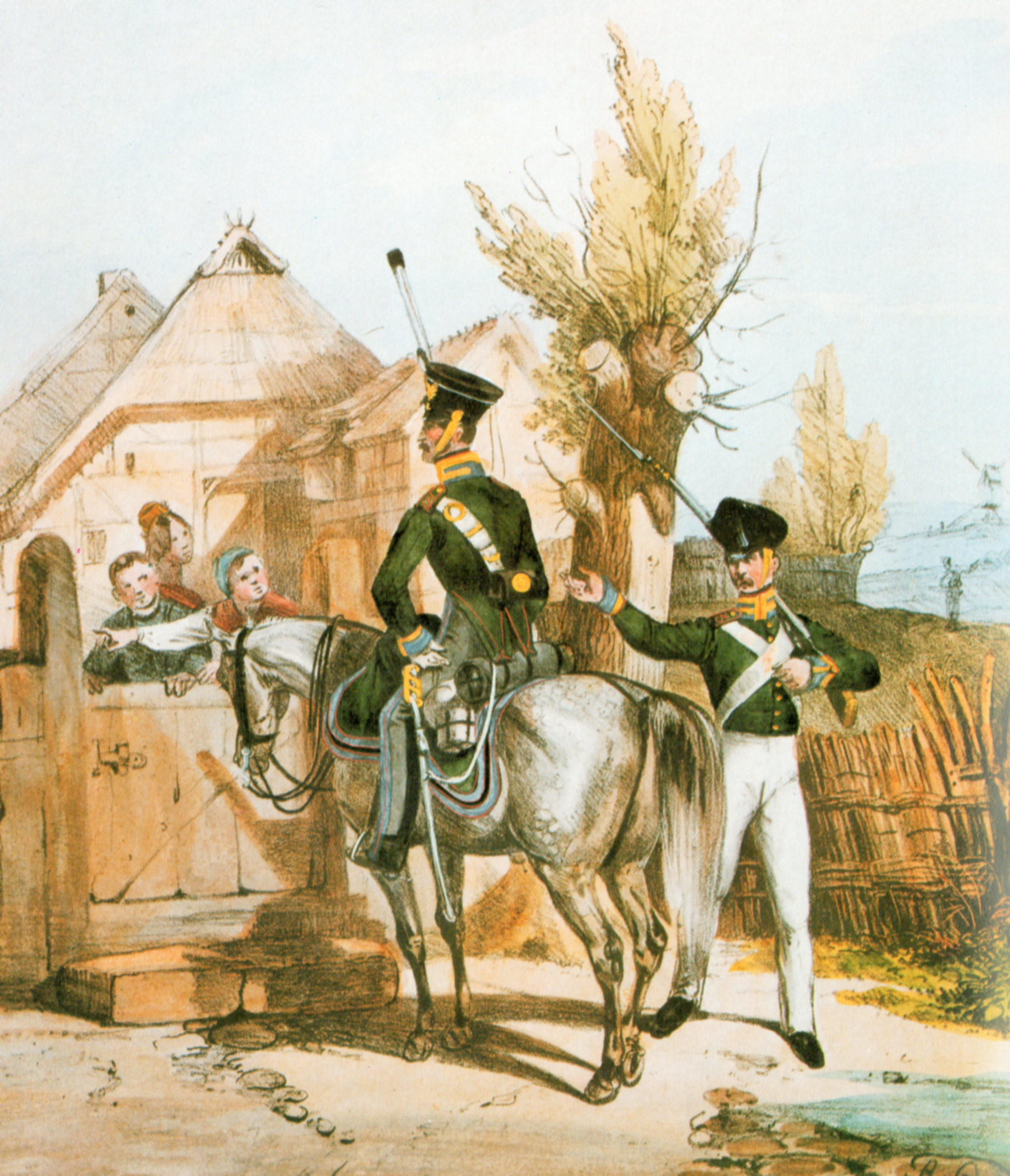
Pruscy żandarmi ok. 1840 – podoficerowie konno i pieszo

W 1903 stan kadrowy Żandarmerii przedstawiał się następująco:
- Dowódca Żandarmerii
- 12 brygadierów
- 56 dowódców rejonów (dystryktów)
- 2 adiutantów
- 5 oficerów w sztabie (w tym dwóch płatników)
- 427 podoficerów, w tym 379 konnych
- 4858 żandarmów, w tym 1913 konnych
- 3 dozorców (po jednym w komendzie w Berlinie i szkołach żandarmerii w Einbeck i Wołowie)

## Dowódcy
- Generalmajor/Generalleutnant Ludwig von Brauchitsch 10 maja 1812 – 19 stycznia 1827
- Generalleutnant Ernst Ludwig von Tippelskirch 30 stycznia 1827 – 23 stycznia 1840
- Generalleutnant Karl Georg von Loebell 27 stycznia – 15 października 1841
- Generalleutnant Friedrich August Peter von Colomb 2 grudnia 1841 – 20 września 1843
- Generalleutnant Leopold von Lützow 21 września 1843 – 29 sierpnia 1844
- Generalleutnant Wilhelm von Ditfurth 3 października 1844 – 7 marca 1848
- Generalmajor Wilhelm von Thümen 8 marca 1848 – 3 kwietnia 1856
- Generalmajor/Generalleutnant/General der Kavallerie Ludolf von Alvensleben 8 sierpnia 1857 – 29 grudnia 1867 (do 20 kwietnia 1865 p. o.)
- Generalleutnant Friedrich von Bismarck-Bohlen 1 stycznia 1868 – 29 lipca 1870
- Generalleutnant Alexander von Stuckrad 30 lipca 1870 – 17 sierpnia 1871
- Generalleutnant Emil von Schwartzkoppen 19 października 1871 – 23 grudnia 1873
- General der Infanterie Ferdinand von Stülpnagel 24 grudnia 1873 – 15 października 1875
- Generalmajor/Generalleutnant Gustav von Neumann-Cosel 16 listopada 1875 – 1 listopada 1878 (p. o.)
- Generalmajor/Generalleutnant Hermann von Wartensleben 2 listopada 1878 – 5 kwietnia 1880 (p. o.)
- General der Kavallerie Gustav Waldemar von Rauch 20 kwietnia 1880 – 1 sierpnia 1888
- Generalleutnant/General der Infanterie Albert von Rauch 2 sierpnia 1888 – 24 sierpnia 1897
- Generalleutnant/General der Infanterie Ludwig von Hammerstein-Loxten 25 sierpnia 1897 – 31 lipca 1904
- Generalleutnant/General der Kavallerie Victor von Hennigs 1 sierpnia 1904 – 8 września 1908
- General der Infanterie Kurt von Medem 9 września 1908 – 24 czerwca 1913
- General der Infanterie Thilo von Westernhagen 25 czerwca 1913 – 9 sierpnia 1916
- General der Artillerie Franz Friedrich von Pfeil und Klein-Ellguth 10 sierpnia 1916 – 31 marca 1921[2]